# Ісаєв Сергій Володимирович (актор)
Ісаєв Сергій Володимирович (нар.. 7 серпня 1971, Свердловськ) — російський актор, учасник команди КВК «Уральські пельмені».

## Біографія
Закінчив школу № 135, (нині ліцей) в Єкатеринбурзі. Закінчив музичну школу по класу баяна. У 1993 році закінчив Хіміко-технологічний факультет Уральського державного технічного університету — УПІ
. Ветеран студентського будівельного загону «Горизонт». Спортсмен.

## КВК
У команді «Уральські пельмені» з дня заснування. До цього був у команді «Сусіди» разом з Дмитром Соколовим. У 2000 році став чемпіоном Вищої ліги КВК.

## Особисте життя
Перша дружина — Євгенія (учасниця астраханської команди КВК), від першого шлюбу дітей немає.
Одружений вдруге, дружина — Ісаєва Ірина.12 жовтня 2013 року народився син Єлисей. 8 лютого 2016 року народився другий син Савелій.

## Творчість

### Телебачення
- З 1991 по 2007 роки брав участь у КВК разом з командою «Уральські пельмені».
- З 2009 року виконує різні ролі в шоу «Уральські пельмені» на телеканалі СТС.
- З листопада 2015 року по грудень 2016 року — директор шоу «Уральські пельмені»[1].